# 竹圍子 (雲林縣斗六市)
竹圍子，原寫為竹圍仔，是台灣雲林縣斗六市的一個傳統地域名稱，位於該市北部。相較於今日行政區，其範圍大致包括虎溪里東北端、明德里北部中西段凸出部分、長安里不含東南端、溪洲里、十三里不含東南端，以及莿桐鄉六合村東南端。

## 歷史
台灣清治末期至日治初期，竹圍子地區為一街庄，稱為「竹圍仔庄」，隸屬於溪洲堡。該庄西北邊及北邊西段、中段與大埔尾庄為鄰，北邊東段與新庄仔庄為鄰，東邊北段與烏塗仔庄為鄰，東邊南段及東南邊與石榴班庄為鄰，西南邊海豐崙庄、保長廍庄。
1901年（日治明治三十四年）11月，全台廢縣廳改設二十廳，該庄隸屬於斗六廳。1903年（明治三十六年）6月，該庄編入「樹仔腳區」，隸屬於斗六廳。1909年（明治四十二年）10月，合併二十廳為十二廳，樹仔腳區改隸屬於嘉義廳。1920年（大正九年），全台地方制度大改正，廢十二廳改設五州二廳，該庄改制並雅化為「竹圍子」大字，隸屬於臺南州斗六郡斗六街。
戰後斗六街改制為斗六鎮，隸屬於臺南縣，大字亦改制為里。1946年8月，斗六、林內分治，本地區仍隸屬斗六鎮。1950年10月，雲、嘉、南分治，斗六鎮改隸屬雲林縣。1981年，斗六鎮升格為縣轄斗六市。

## 聚落
本地區發展較早的聚落有施瓜藔、萬年、十二抱竹、竹圍仔、頭前藔、下十三份、頂十三份、半路等，在日治期初期的官方地圖上已有記載。此外，本地區尚有長安、新厝等聚落。

## 交通
台鐵縱貫線是台灣西部南北鐵路幹線，大致以東北—西南走向繞大彎轉東微北—西微南走向再繞大彎轉東北—西南走向經過竹圍子地區東南部及南部邊界外不遠處。北側最近的車站是石榴車站，屬招呼站，僅停靠區間車；南側最近的是斗六車站，屬一等站，除部分普悠瑪號、自強號外，其餘列車皆停靠。由此等可前往台鐵沿線各站。
國道3號又稱「福爾摩沙高速公路」，是貫穿台灣西部的兩條縱向高速公路之一，大致以東北—西南走向繞大彎轉西北微北—東南微南走向經過本地區東部邊界外不遠處。最近的交流道為省道台3線交會處的斗六交流道。由此可快速前往台灣南北各地。
省道台1丁線（西平路）是莿桐經斗六至斗南的幹道，大致以西北微北—東南微南走向經過本地區西南端。由該道路向西北微北可前往大埔尾、樹子腳西南端、莿桐市區南側並止於省道台1線路口；向東南微南可前往保長廍東北部、海豐崙與斗六交界地帶、斗六市區、大潭與保長廍交界地帶、保長廍西南端、九老爺北端、新庄並止於其西部邊界地帶的省道台1線另一路口（斗南市區北郊）。
省道台3線（石榴路、文化路、大學路一段）俗稱「內山公路」，是臺北至屏東的幹道，大致以東北—西南走向轉東北東—西南西走向再轉北北東—南南西走向經過本地區。由該道路向東北經國道3號斗六交流道後可前往林內、竹山、名間、南投等地；向南南西繞大彎轉西南西再轉南繞過斗六市區東南側可前往古坑、梅山、竹崎、番路西部等地。
縣道154乙線（長安西路、鎮北路）是莿桐鄉饒平（樹子腳）至古坑鄉永光的道路，大致以北北西—南南東走向經過本地區西部。由該道路向北北西可前往大埔尾東部、麻園（莿桐鄉）西南端、麻園與樹子腳交界地帶並止於縣道154號路口；向南南東可前往海豐崙西部、斗六市區、大潭東部、大崙東部、水碓、古坑市區、麻園（古坑鄉）並止於省道台3線路口。
鄉道雲55線（萬年路、貞寮路）是頂半治至梅林（內林）的道路，大致以北北西—南南東走向由本地區北部邊界中央偏東處入境後轉南微東，經鄉道雲65線路口轉南南西與其共線約130公尺，至鄉道雲65線、雲72線路口（五叉路口）轉南南東獨行後再轉東南，經鄉道雲68-1線路口後出境。由該道路向北北西可前往大埔尾東北端、新庄子、湖子內地區西部的後半治聚落並止於鄉道雲56線路口；向東南可前往石榴班、內林並止於鄉道雲214線路口。
鄉道雲65線是重興（芎蕉腳）至斗六的道路，大致以東北—西南走向由本地區東部邊界北側入境，至鄉道雲55線右側路口轉南南西與其共線約130公尺，至至鄉道雲65線左側路口暨雲72線路口（五叉路口）後續沿同方向獨行，經鄉道雲68線起點路口後轉西南以至出境。由該道路向東北可前往烏塗子西北端、新庄子地區芎蕉腳聚落並止於縣道154號路口；向西南可前往海豐崙西部並止於縣道154乙線路口。
鄉道雲68線是萬年至榴北的道路，其西側端點（起點）位於本地區南部萬年聚落北郊的鄉道雲65線路口。由此向東南經鄉道雲68-1線起點路口後，轉東南微南再轉南南東，至本地區東南部邊界轉東北蜿蜒行於邊界地帶，其後轉東南出境後，轉東北再轉東可前往石榴班西北部並止於鄉道雲55線路口。
鄉道雲68-1線是萬年至下十三份的道路，全線位於本地區境內，其西南側端點（起點）位於本地區南部萬年聚落北側的鄉道雲68線路口（接近鄉道雲65線路口）。由此向東北東繞大彎轉東北再轉東北東，經鄉道雲55線路口後繞大彎轉北北東可前往下十三份聚落並止於鄉道雲72線路口。
鄉道雲72線（長安路、長安西路、長安北路、竹圍路、十三南路）是榮橋至舊廍仔的道路，其西側端點（起點）位於本地區西南端的鄉道雲74線路口（虎尾溪榮橋北側）。由此向東北東行，至縣道154乙線路口轉北北西與其共線約300公尺，至長安北路路口轉東獨行，其後轉東北東，經鄉道雲55線暨雲65線路口（五叉路口）後續行，經鄉道雲68-1終點路口後轉東北再轉東北東以至出境，可前往烏塗子地區南部舊廍仔聚落並止於鄉道雲67線路口。
鄉道雲74線是埒內至虎溪里的道路，其東側端點（終點）位於本地區西南部凸出部分南側邊界外不遠處的省道台1丁線路口。由此向北微西入境後，經鄉道雲72線起點路口後續行，出境後轉西可前往大埔尾、惠來厝、過溪子、埒內並止於縣道145號路口。

## 學校
- 溪洲國小

## 景點
- 萬年庄茄苳公